# Karol Melocík
Karol Melocík (* 17. prosince 1948) byl slovenský a československý politik, po sametové revoluci poslanec Sněmovny lidu Federálního shromáždění za HZDS.

## Biografie
Ve volbách roku 1992 byl za HZDS zvolen do Sněmovny lidu. Ve Federálním shromáždění setrval do zániku Československa v prosinci 1992.
V 1. polovině 90. let byl předsedou dozorčí rady firmy Spoločná istota, která byla napojená na HZDS a zúčastnila se privatizace. Sídlila na stejné adrese jako firma VÚB Invest Holding, v níž Melocík rovněž působil. V roce 1995 zastával post šéfa kanceláře ředitele Slovenské informační služby Ivana Lexy. V 2. polovině 90. let zasedl ve vedení podniku Slovenská poisťovňa. V roce 1998 mu byl udělen Řád Andreje Hlinky.